# Рахені

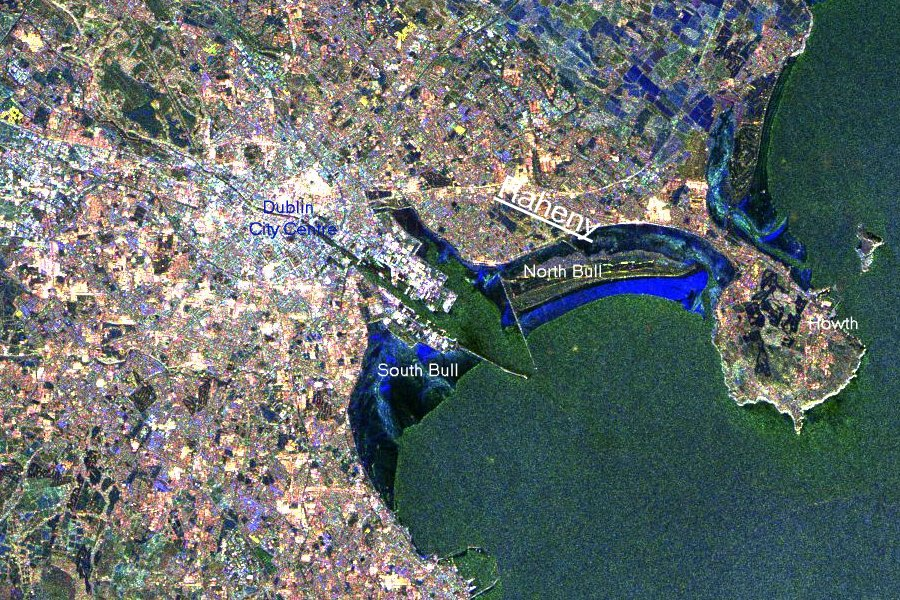
Аерофотозйомка; район підписаний на карті околиць Дубліна

Рахені (англ. Raheny; ірл. Rath Eanna/Rath Eanaigh) — міський район Дубліна в Ірландії, знаходиться в адміністративному графстві Дублін (провінція Ленстер). Населення - 18 000 чоловік (за переписом 2006 року).
Місцева залізнична станція була відкрита 25 травня 1844.